# Corrado Fortuna
Pour les articles homonymes, voir Fortuna.
Corrado Fortuna (né le 31 mars 1978  à Palerme, en Sicile) est un acteur, réalisateur et écrivain italien.

## Biographie
Corrado Fortuna fait ses débuts en 2002 dans le rôle de  Tanino  dans le film  My Name Is Tanino , dirigé par Paolo Virzi et devient assistant-réalisateur de Paolo Virzì pour le film Caterina va en ville de 2003, en tant que protagoniste de l'œuvre de Franco Battiato, Perduto amor .
Grâce à sa performance dans  My Name Is Tanino  et  Perduto aAmor , en 2004 il remporte le prix Guglielmo Biraghi décerné par l'Union des journalistes de cinéma italiens. Au cours de la même année il joue un rôle dans le film  Alla luce del sole , film sur la vie du prêtre catholique italien  Giuseppe Puglisi assassiné par la mafia, dirigé par Roberto Faenza avec Luca Zingaretti.
Après une apparition sur Rai Uno dans la minisérie TV Céphalonie (2005), dirigé par Riccardo Milani, dans lequel il joue avec Luisa Ranieri et de nouveau avec Luca Zingaretti, en 2006 il fait son retour au cinéma dans   Agente matrimoniale , dirigé par Christian Bisceglia. En 2008 il alterne les rôles au cinéma et à la télévision dans le film Aspettando il sole et la sèrie TV Tutti pazzi per amore.
En 2009 il est sur le grand écran avec Feisbum! Le film, un film en huit épisodes inspiré par les réseaux sociaux Facebook. Toujours en 2009 il joue dans Baaria de Giuseppe Tornatore. En 2011, il est à l'affiche du film Il più  grande di tutti, dirigé par Carlo Virzì  (frère de Paolo Virzì), avec Claudia Pandolfi et Alessandro Roja. En 2012 il joue un petit rôle dans le film To Rome with Love de Woody Allen puis en 2014 dans Scusate se esisto! de Riccardo Milani avec Paola Cortellesi et Raoul Bova.
Au fil des années, Corrado Fortuna développe simultanément une carrière d'acteur en tant que réalisateur de documentaires et de clips vidéo, avec le « ClubSilencio », société de production fondée avec son partenaire Gaspare Pellegrino.
Au cours de l'hiver 2013 il est de nouveau directeur adjoint avec Paolo Virzì dans le film Les Opportunistes et anime l'émission  Où TV la transmission « Conosco un posticino » , dont il est également l'auteur.
Le 2014, il publie  chez l'éditeur Baldini & Castoldi son premier roman, Un giorno sarai un posto bellissimo (« Un jour, tu serais un bel endroit ») dédié à sa ville natale de Palerme.

## Filmographie

### Comme acteur

#### Cinéma
- 2002 : My Name Is Tanino de Paolo Virzi
- 2003 : Sous le ciel de Sicile (Perdutoamor) de Franco Battiato
- 2003 : Caterina va en ville (Caterina va in città) de Paolo Virzi (également assistant-réalisateur)
- 2004 :  Alla luce del sole de Roberto Faenza
- 2006 : Agente matrimoniale de Christian Bisceglia
- 2008 : Aspettando il sole de Ago Panini
- 2008 : Il mattino ha l'oro in bocca de Francesco Patierno
- 2008 : Chi nasce tondo... de Alexander valeurs
- 2008 : Una notte blu cobalto de Daniele Gangemi
- 2009 : Feisbum! Le film de Dino Giarrusso
- 2009 : Viola di mare de Donatella Majorque
- 2009 : Baarìa de Giuseppe Tornatore
- 2011 : I più grandi di tutti de Carlo Virzì
- 2012 : Si può fare l'amore vestiti? de Dario Acocella
- 2012 : To Rome with Love de Woody Allen
- 2013 : Amiche da morire de Giorgia Farina
- 2013 : Les Opportunistes (Il capitale umano) de Paolo Virzi (également assistant-réalisateur)
- 2014 : Un fidanzato per mia moglie, de Davide Marengo
- 2014 : Scusate se esisto! de Riccardo Milani
- 2025 : Fuori de Mario Martone

#### Télévision
- Céphalonie , dirigé par Riccardo Milani - mini-série TV - Rai Uno (2005)
- Il commissario De Luca , dirigé par Antonio Frazzi - mini-série TV - Rai Uno (2007)
- Tutti pazzi per amoree , dirigé par Riccardo Milani et Laura Muscardin - TV - Rai Uno (2008-2009)
- Tutti pazzi per amore 2 , dirigé par Riccardo Milani et Laura Muscardin - TV - Rai Uno (2010)
- Le cose che  restano , réalisé par Gianluca Maria Tavarelli (2010)
- Mia madre  , dirigé par Ricky Tognazzi - mini-série TV - Rai Uno (2010)
- La nuova squadra  - Spaccanapoli  - TV - Rai Tre (2011)
- Tutti pazzi per amore  3 , TV - Rai Uno réalisé par Laura Muscardin (2011) (l'épisode 1 et 26)
- Conosco un posticino, (auteur et présentateur) -  Où TV

### Comme réalisateur
- Let Me Be  - clips vidéo de Waines (2009) - Directeur et co-vedette avec Regina Orioli
- Wooooo  - clips vidéo de Waines (2010) - Directeur
- D'estate - clips vidéo Alessandro D'Orazi (2010) - Directeur
- Delicatamente - clips vidéo de MinikBros (2009) - Directeur
- Isola femmina - documentaire (2005) - Réalisé avec Gaspare Pellegrino
- Si je pense Maison - documentaire (2010) - Réalisé avec Gaspare Pellegrino
- La linea della palma - documentaire (2012) - Réalisé avec Gaspare Pellegrino

## Livres
- 2014 : Un giorno sarai un posto bellissimo - Roman - publié par Baldini & Castoldi

## Récompenses et distinctions
- prix Guglielmo Biraghi pour My Name Is Tanino et Perduto amor (2004)
- Prix du meilleur réalisateur à la  Prix italienne indépendante Videoclip  (Réunion des indépendants de Faenza) pour le clip vidéo  Permettez-moi d'être  (2009)

## Source de la traduction
- (it) Cet article est partiellement ou en totalité issu de l’article de Wikipédia en italien intitulé « Corrado Fortuna » (voir la liste des auteurs).